# Pedro de Oña (vescovo)
Pedro de Oña, anche noto come Pietro d'Ogna o Pietro VII (Burgos, 1560 – Gaeta, 13 ottobre 1626), è stato un vescovo cattolico, filosofo e teologo spagnolo.

## Biografia

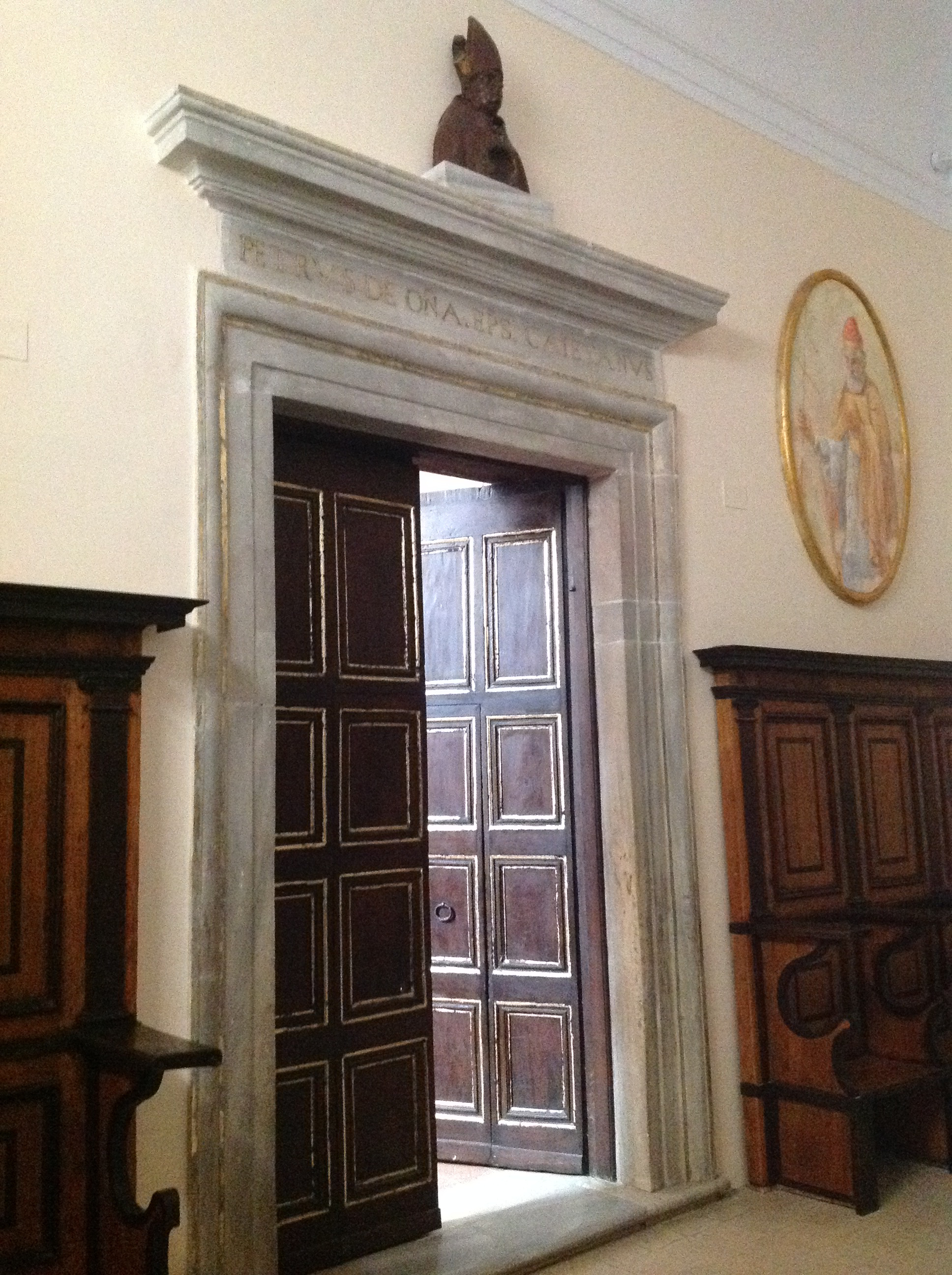
Epigrafe del vescovo Pedro de Oña tra la sacrestia degli ebdomadari e quella dei canonici

Nacque nel 1560 a Burgos, de sangre hidalga y limpia. A 17 anni entrò nell'Ordine di Santa Maria della Mercede e l'anno seguente emise i voti. Negli anni 1577-1580 figurava immatricolato come studente di teologia all'Università di Salamanca. Tra il 1581 e il 1584 studiò teologia ad Alcalá, dove nel 1588 ottenne il baccalaureato. Nello stesso anno pubblicò la sua prima opera, ossia Commentaria una cum Quaestionibus super universam Aristotelis Logicam Magnam dicata.
Nel 1590 risultava commendatario del convento mercedario di Conxo, a Santiago de Compostela. Nel 1591, completato il dottorato in teologia a Santiago, venne assegnato come professore sostituto alla cattedra de prima della medesima facoltà. Nel 1593 era indicato come maestro in teologia.
Nel frattempo continuava la sua carriera nell'ordine mercedario: fu eletto definitore della provincia nel 1594 e 32º provinciale di Castiglia nel 1597, carica che tenne per un triennio. Il generale dell'Ordine, Francisco Zumel, lo volle come suo segretario generale. Nel 1601 aspirava a diventare generale, ma Filippo III lo propose come vescovo del Venezuela.
Il 27 agosto 1601 fu dunque nominato vescovo del Venezuela da Clemente VIII. L'anno seguente fu consacrato nella Chiesa della Mercede di Valladolid per mano di Juan Bautista de Acevedo y Muñoz, vescovo di Valladolid. Desideroso di continuare la sua carriera in patria, rimase tuttavia molto tempo a Siviglia, partecipando alla consacrazione del vescovo di Salamanca Luis de Córdoba e alla visita del re nel 1603. Passò anche del tempo a Roma al servizio di Paolo V, divenendone assistente al Soglio.
Il 27 giugno 1605 arrivò l'agognata (ma forse inferiore alle aspettative) promozione: Filippo III lo chiamò alla sede episcopale di Gaeta per succedere a Juan de Gante, a sua volta promosso alla diocesi di Mazara del Vallo. Iniziò subito la sua attività pastorale, portando con sé a Gaeta alcuni mercedari.
Il suo primo atto fu quello di erigere la nuova parrocchia di San Carlo Borromeo nell'omonima chiesa in costruzione nella contrada Spiaggia a Gaeta, nel 1606. Nel 1611 convocò il primo sinodo diocesano, in obbedienza ai dettami del Concilio di Trento.
I rapporti con l'Università di Gaeta furono tesi, sebbene non ai livelli del precedente vescovo, soprattutto a causa delle sue ambizioni di controllo della cappella di Sant'Erasmo. Nel 1608 rifiutò la richiesta del magistrato civico di poter innalzare il tetto del succorpo, anche a motivo del recente rifacimento del soprastante presbiterio. Finalmente nel 1617 si trovò un compromesso, e con delibera consiliare del 1º aprile venne nominata una commissione per la fabbrica del succorpo. Per compiacere il vescovo, il progetto fu poi mandato a Roma per l'approvazione.
Il 23 luglio 1621 consacrò la chiesa parrocchiale di San Giacomo Apostolo nel Borgo di Gaeta. Il 9 giugno 1622 "col clero, e con l'intervento della patrona civica rappresentanza" eseguì la traslazione delle reliquie dei santi Erasmo, Marciano, Probo, Innocenzo, Casto, Secondino ed Eupuria dall'antico incorpo al nuovo succorpo.
Tra i lavori svolti durante il suo episcopato si ricordano anche quelli alla sacrestia della cattedrale, il cui pavimento portò a proprie spese al livello del coro. Di questi lavori rimane traccia in un'epigrafe sull'architrave della porta che dalla sacrestia degli ebdomadari immette a quella dei canonici. In fondo a quest'ultima, come testimoniano due epigrafi, costruì una cappellina dedicata alla Santa Croce ma comunemente detta "Cappella del Tesoro" per l'esservi state custodite, fino a pochi anni fa, le reliquie della Cattedrale.
Nei registri dei battesimi della cattedrale si legge che "Mons. D. Fra Pietro d'Ogna" in persona battezzò due giovani turchi dopo averli regolarmente catechizzati, imponendo loro il proprio nome. Il primo si chiamava "Mimì" e fu battezzato come Pietro il 24 giugno 1621, il secondo "Alì" battezzato Pietro Erasmo il 30 giugno 1626.
Morì nel 1626. Il magistrato civico gli negò la sepoltura nel succorpo di Sant'Erasmo, come egli avrebbe voluto.

## Opere
- Commentaria una cum Quaestionibus super universam Aristotelis Logicam Magnam dicata (1588)
- Super primum librum Physicae auscultationis Aristotelis (1592)
- Introductio ad Aristotelis Dialecticam. Super octo libros Aristotelis De Physica auscultationis (1593)
- Super octo libros Aristotelis de Physica auditu commentaria una cum quaestionibus (1598)
- Sermón que predicó á la Magestad Católica del Rey nuestro señor Filipo III el venerable padre Pedro de Oña...  (1599)
- Primera parte de las Postrimerías del hombre compuesta por el Maestro D. Fr. Pedro de Oña Obispo de Venezuela... (1603)
- Tratado y Memorial de los daños que ha causado en los reynos la moneda de vellón que estos años se labró y dobló en Castilla y del remedio de todos ellos... (1605)
- Primera parte de las Postrimerías del hombre compuesta por el Maestro D. Fr. Pedro de Oña Obispo de Venezuela..., II ediz. (1608)
- Sermón Que predicó el Maestro D. F. Pedro de Oña Obispo de Gaeta... (1612)
- Razon del Pecado Original, y Preservación del en la Concepción Purísima de la Reyna de los Angelos María... (1615)
- Copia de una carta que vino en pliego del Obispado de Gaeta... (1620)

## Genealogia episcopale
La genealogia episcopale è:
- Cardinale Scipione Rebiba
- Cardinale Giulio Antonio Santori
- Cardinale Enrico Caetani
- Cardinale Decio Azzolino
- Cardinale Domenico Ginnasi
- Vescovo Pedro de Oña, O. de M.